# Esquirol terrestre de Níobe
L'esquirol terrestre de Níobe (Lariscus niobe) és una espècie de rosegador de la família dels esciúrids. És endèmic d'Indonèsia. Els seus hàbitats naturals són els boscos primaris, els boscos secundaris i els matollars. Es desconeix si hi ha cap amenaça significativa per a la supervivència d'aquesta espècie.
Aquest tàxon fou anomenat en honor de Níobe, un personatge de la mitologia grega, els fills de la qual foren morts a mans d'Àrtemis i Apol·lo perquè Níobe s'havia burlat de Leto, la mare dels dos déus.